# Microlister coronatus
Microlister coronatus är en skalbaggsart som beskrevs av Lewis 1905. Microlister coronatus ingår i släktet Microlister och familjen stumpbaggar. Inga underarter finns listade i Catalogue of Life.